# گائتانو ویتال
گائتانو ویتال (انگلیسی: Gaetano Vitale؛ زادهٔ ۴ اوت ۲۰۰۱) بازیکن فوتبال است.